# Gran Premio de Australia de Motociclismo de 2022
El Gran Premio de Australia de Motociclismo de 2022 (oficialmente Animoca Brands Australian Motorcycle Grand Prix) fue la decimoctava prueba del Campeonato del Mundo de Motociclismo de 2022. Tuvo lugar en el fin de semana del 14 al 16 de octubre de 2022 en el Circuito de Phillip Island que está situado en la isla de Phillip Island, estado de Victoria, Australia.
La carrera de MotoGP fue ganada por Alex Rins, seguido de Marc Marquez y Francesco Bagnaia. Alonso López fue el ganador de la prueba de Moto2, por delante de Pedro Acosta y Jake Dixon. La carrera de Moto3 fue ganada por Izan Guevara, Deniz Öncü fue segundo y Sergio García tercero.
Izan Guevara se proclamó campeón del mundo de Moto3, a falta de dos carreras para el final del campeonato, en su segunda temporada. siendo el primer título que se adjudicó ese año.

## Resultados

### Resultados MotoGP
| Pos.    | N.º | Piloto                | Equipo                       | Constructor | Vueltas | Tiempo    | Parrilla | Puntos |
| ------- | --- | --------------------- | ---------------------------- | ----------- | ------- | --------- | -------- | ------ |
| 1       | 42  | Álex Rins             | Team Suzuki Ecstar           | Suzuki      | 27      | 40:50.654 | 10       | 25     |
| 2       | 93  | Marc Márquez          | Repsol Honda Team            | Honda       | 27      | +0.186    | 2        | 20     |
| 3       | 63  | Francesco Bagnaia     | Ducati Lenovo Team           | Ducati      | 27      | +0.224    | 3        | 16     |
| 4       | 72  | Marco Bezzecchi       | Mooney VR46 Racing Team      | Ducati      | 27      | +0.534    | 9        | 13     |
| 5       | 23  | Enea Bastianini       | Gresini Racing MotoGP        | Ducati      | 27      | +0.557    | 13       | 11     |
| 6       | 10  | Luca Marini           | Mooney VR46 Racing Team      | Ducati      | 27      | +0.688    | 7        | 10     |
| 7       | 89  | Jorge Martín          | Prima Pramac Racing          | Ducati      | 27      | +0.884    | 1        | 9      |
| 8       | 5   | Johann Zarco          | Prima Pramac Racing          | Ducati      | 27      | +3.141    | 6        | 8      |
| 9       | 41  | Aleix Espargaró       | Aprilia Racing               | Aprilia     | 27      | +4.548    | 4        | 7      |
| 10      | 33  | Brad Binder           | Red Bull KTM Factory Racing  | KTM         | 27      | +5.940    | 16       | 6      |
| 11      | 44  | Pol Espargaró         | Repsol Honda Team            | Honda       | 27      | +11.048   | 14       | 5      |
| 12      | 88  | Miguel Oliveira       | Red Bull KTM Factory Racing  | KTM         | 27      | +13.606   | 21       | 4      |
| 13      | 35  | Cal Crutchlow         | WithU Yamaha RNF MotoGP Team | Yamaha      | 27      | +13.890   | 17       | 3      |
| 14      | 40  | Darryn Binder         | WithU Yamaha RNF MotoGP Team | Yamaha      | 27      | +14.526   | 18       | 2      |
| 15      | 87  | Remy Gardner          | Tech 3 KTM Factory Racing    | KTM         | 27      | +19.470   | 19       | 1      |
| 16      | 25  | Raúl Fernández        | Tech 3 KTM Factory Racing    | KTM         | 27      | +20.645   | 22       |        |
| 17      | 12  | Maverick Viñales      | Aprilia Racing               | Aprilia     | 27      | +22.167   | 12       |        |
| 18      | 36  | Joan Mir              | Team Suzuki Ecstar           | Suzuki      | 27      | +23.489   | 15       |        |
| 19      | 45  | Tetsuta Nagashima     | LCR Honda Idemitsu           | Honda       | 27      | +39.618   | 24       |        |
| 20      | 49  | Fabio Di Giannantonio | Gresini Racing MotoGP        | Ducati      | 27      | +39.633   | 20       |        |
| Ret     | 21  | Franco Morbidelli     | Monster Energy Yamaha MotoGP | Yamaha      | 21      | Caída     | 23       |        |
| Ret     | 20  | Fabio Quartararo      | Monster Energy Yamaha MotoGP | Yamaha      | 10      | Caída     | 5        |        |
| Ret     | 43  | Jack Miller           | Ducati Lenovo Team           | Ducati      | 8       | Choque    | 8        |        |
| Ret     | 73  | Álex Márquez          | LCR Honda Castrol            | Honda       | 8       | Choque    | 11       |        |
| Fuente: |     |                       |                              |             |         |           |          |        |

### Resultados Moto2
| Pos.    | N.º | Piloto                  | Constructor | Vueltas | Tiempo              | Parrilla | Puntos |
| ------- | --- | ----------------------- | ----------- | ------- | ------------------- | -------- | ------ |
| 1       | 21  | Alonso López            | Boscoscuro  | 25      | 39:14.947           | 3        | 25     |
| 2       | 51  | Pedro Acosta            | Kalex       | 25      | +3.556              | 8        | 20     |
| 3       | 96  | Jake Dixon              | Kalex       | 25      | +9.583              | 14       | 16     |
| 4       | 54  | Fermín Aldeguer         | Boscoscuro  | 25      | +15.745             | 1        | 13     |
| 5       | 18  | Manuel González         | Kalex       | 25      | +15.775             | 7        | 11     |
| 6       | 52  | Jeremy Alcoba           | Kalex       | 25      | +15.892             | 9        | 10     |
| 7       | 6   | Cameron Beaubier        | Kalex       | 25      | +16.034             | 11       | 9      |
| 8       | 35  | Somkiat Chantra         | Kalex       | 25      | +17.949             | 16       | 8      |
| 9       | 40  | Arón Canet              | Kalex       | 25      | +24.817             | 5        | 7      |
| 10      | 64  | Bo Bendsneyder          | Kalex       | 25      | +30.652             | 17       | 6      |
| 11      | 79  | Ai Ogura                | Kalex       | 25      | +32.981             | 13       | 5      |
| 12      | 22  | Sam Lowes               | Kalex       | 25      | +34.407             | 12       | 4      |
| 13      | 23  | Marcel Schrötter        | Kalex       | 25      | +47.584             | 20       | 3      |
| 14      | 75  | Albert Arenas           | Kalex       | 25      | +47.608             | 19       | 2      |
| 15      | 29  | Taiga Hada              | Kalex       | 25      | +48.028             | 29       | 1      |
| 16      | 61  | Alessandro Zaccone      | Kalex       | 25      | +53.827             | 28       |        |
| 17      | 42  | Marcos Ramírez          | MV Agusta   | 25      | +54.356             | 22       |        |
| 18      | 4   | Sean Dylan Kelly        | Kalex       | 25      | +54.637             | 21       |        |
| Ret     | 16  | Joe Roberts             | Kalex       | 23      | Problemas mecánicos | 15       |        |
| Ret     | 7   | Barry Baltus            | Kalex       | 17      | Caída               | 25       |        |
| Ret     | 37  | Augusto Fernández       | Kalex       | 15      | Caída               | 2        |        |
| Ret     | 13  | Celestino Vietti        | Kalex       | 12      | Caída               | 6        |        |
| Ret     | 12  | Filip Salač             | Kalex       | 10      | Caída               | 10       |        |
| Ret     | 81  | Keminth Kubo            | Kalex       | 10      | Caída               | 26       |        |
| Ret     | 28  | Niccolò Antonelli       | Kalex       | 10      | Caída               | 27       |        |
| Ret     | 19  | Lorenzo Dalla Porta     | Kalex       | 8       | Problemas mecánicos | 18       |        |
| Ret     | 14  | Tony Arbolino           | Kalex       | 6       | Caída               | 4        |        |
| Ret     | 24  | Simone Corsi            | MV Agusta   | 3       | Choque              | 23       |        |
| Ret     | 9   | Jorge Navarro           | Kalex       | 3       | Choque              | 24       |        |
| WD      | 84  | Zonta van den Goorbergh | Kalex       |         | Abandonó            |          |        |
| 1.      |     |                         |             |         |                     |          |        |
| Fuente: |     |                         |             |         |                     |          |        |

### Resultados Moto3
| Pos.    | N.º | Piloto               | Constructor | Vueltas | Tiempo    | Parrilla | Puntos |
| ------- | --- | -------------------- | ----------- | ------- | --------- | -------- | ------ |
| 1       | 28  | Izan Guevara         | Gas Gas     | 23      | 37:38.762 | 7        | 25     |
| 2       | 53  | Deniz Öncü           | KTM         | 23      | +0.345    | 8        | 20     |
| 3       | 11  | Sergio García        | Gas Gas     | 23      | +0.460    | 2        | 16     |
| 4       | 71  | Ayumu Sasaki         | Husqvarna   | 23      | +0.560    | 1        | 13     |
| 5       | 82  | Stefano Nepa         | KTM         | 23      | +7.428    | 6        | 11     |
| 6       | 17  | John McPhee          | Husqvarna   | 23      | +7.496    | 16       | 10     |
| 7       | 10  | Diogo Moreira        | KTM         | 23      | +7.574    | 5        | 9      |
| 8       | 66  | Joel Kelso           | KTM         | 23      | +7.575    | 14       | 8      |
| 9       | 7   | Dennis Foggia        | Honda       | 23      | +16.794   | 12       | 7      |
| 10      | 54  | Riccardo Rossi       | Honda       | 23      | +16.831   | 21       | 6      |
| 11      | 44  | David Muñoz          | KTM         | 23      | +17.066   | 11       | 5      |
| 12      | 99  | Carlos Tatay         | CFMoto      | 23      | +17.768   | 4        | 4      |
| 13      | 48  | Iván Ortolá          | KTM         | 23      | +17.884   | 3        | 3      |
| 14      | 43  | Xavier Artigas       | CFMoto      | 23      | +21.354   | 24       | 2      |
| 15      | 5   | Jaume Masiá          | KTM         | 23      | +22.414   | 9        | 1      |
| 16      | 16  | Andrea Migno         | Honda       | 23      | +40.095   | 23       |        |
| 17      | 27  | Kaito Toba           | KTM         | 23      | +41.799   | 17       |        |
| 18      | 31  | Adrián Fernández     | KTM         | 23      | +41.826   | 15       |        |
| 19      | 20  | Lorenzo Fellon       | Honda       | 23      | +41.828   | 22       |        |
| 20      | 23  | Elia Bartolini       | KTM         | 23      | +41.837   | 30       |        |
| 21      | 70  | Joshua Whatley       | Honda       | 23      | +41.946   | 29       |        |
| 22      | 9   | Nicola Fabio Carraro | KTM         | 23      | +42.006   | 27       |        |
| 23      | 22  | Ana Carrasco         | KTM         | 23      | +42.753   | 26       |        |
| 24      | 67  | Alberto Surra        | Honda       | 23      | +54.640   | 25       |        |
| Ret     | 6   | Ryusei Yamanaka      | KTM         | 22      | Caída     | 20       |        |
| Ret     | 64  | Mario Aji            | Honda       | 21      | Caída     | 28       |        |
| Ret     | 24  | Tatsuki Suzuki       | Honda       | 18      | Caída     | 18       |        |
| Ret     | 19  | Scott Ogden          | Honda       | 12      | Caída     | 19       |        |
| Ret     | 96  | Daniel Holgado       | KTM         | 1       | Caída     | 13       |        |
| Ret     | 72  | Taiyo Furusato       | Honda       | 1       | Caída     | 10       |        |
| Fuente: |     |                      |             |         |           |          |        |